# Karl von Frisch

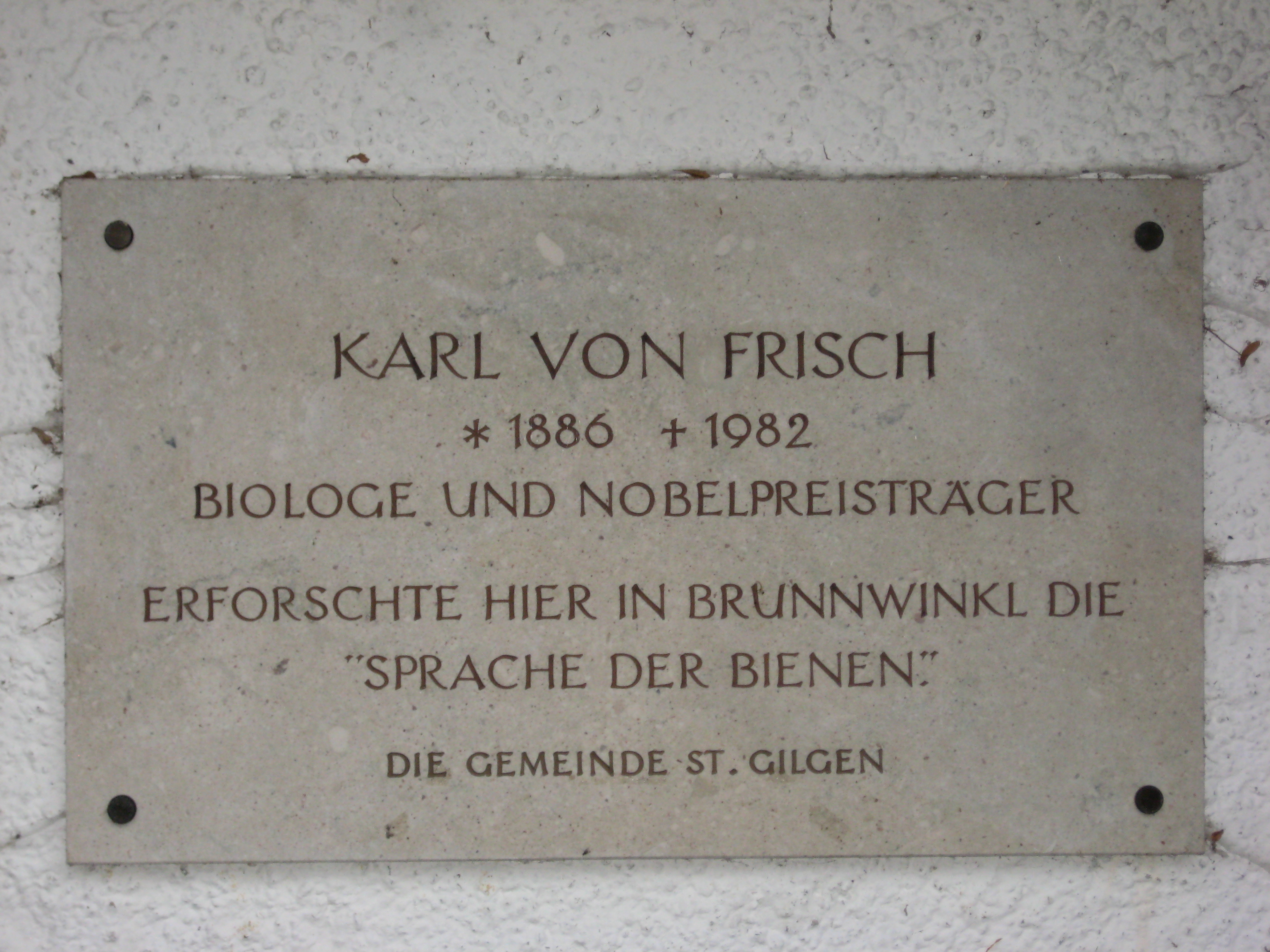
Karl von Frisch – pamětní deska

Karl von Frisch (20. listopadu 1886 Vídeň – 12. června 1982 Mnichov) byl rakouský etolog, který se zabýval smyslovým vnímáním včel a vysvětlil tzv. včelí tanec. Roku 1973 za to získal Nobelovu cenu za fyziologii a lékařství, společně s N. Tinbergenem a K. Lorenzem.

## Život
Narodil se jako nejmladší ze čtyř synů vídeňského lékaře A. von Frische, všichni sourozenci se stali univerzitními profesory. Studoval lékařství a přírodní vědy ve Vídni a v Mnichově, kde roku 1910 promoval a začal pracovat jako asistent ústavu pro zoologii a roku 1919 byl jmenován profesorem. V letech 1921–1923 byl profesorem v Rostocku, potom ve Vratislavi a roku 1925 se zase vrátil do Mnichova. Po nástupu nacistů byl různě šikanován, protože jeden z jeho prarodičů byl Žid a protože Frisch zaměstnával židovské asistenty. Ačkoli se zejména nacističtí studenti domáhali jeho odvolání, univerzita je kvůli Frischovým výsledkům odkládala až do konce války. Od roku 1946 přednášel na univerzitě v Grazu a po rekonstrukci zničeného ústavu 1950 se vrátil do Mnichova.

## Dílo
Frisch se věnoval výzkumu smyslového vnímání včel. Kromě nejznámějšího výsledku, totiž rozklíčování včelího tance zjistil řadu dalších zajímavých skutečností. Včela má barevné vnímání, oproti člověku ovšem posunuté k ultrafialovému konci spektra, takže nerozlišuje červenou. Může vnímat polarizaci světla, takže vnímá polohu slunce i když je za mrakem. Kromě toho se dokáže orientovat i podle magnetického pole Země. Má také vnitřní "hodiny", takže stále koriguje azimut a zdroj potravy, který našla ráno, najde spolehlivě i odpoledne. Svislou orientaci jí poskytují zvláštní čidla kolem krku. Kromě toho se Frisch věnoval také feromonům královny a dalším prostředkům včelí komunikace.